# Don't Marry for Money
Don’t Marry for Money is een Amerikaanse dramafilm uit 1923 onder regie van Clarence Brown. Destijds werd de film in Nederland uitgebracht onder de titel Trouw niet om geld.

## Verhaal
Marion Whitney trouwt met de miljonair Peter Smith, maar ze vindt haar huwelijksleven niet romantisch genoeg. Ze heeft een amourette met de afperser Crane Martin, die zijn charmes gebruikt om de goede naam van echtgenotes van rijke mannen te bezwalken. Doch Peter weet de doortrapte smiecht op spitsvondige wijze te ontmaskeren. Marion keert met hernieuwd vertrouwen terug naar haar man.

## Rolverdeling
| Acteur            | Personage      |
| ----------------- | -------------- |
| House Peters      | Peter Smith    |
| Rubye De Remer    | Marion Whitney |
| Aileen Pringle    | Edith Martin   |
| Cyril Chadwick    | Crane Martin   |
| Christine Mayo    | Rose Graham    |
| Wedgwood Nowell   | Inspecteur     |
| George Nichols    | Amos Webb      |
| Hank Mann         | Verkenner      |
| Charles Wellesley | Alec Connor    |